# Liste der Holzkirchen in der Slowakei

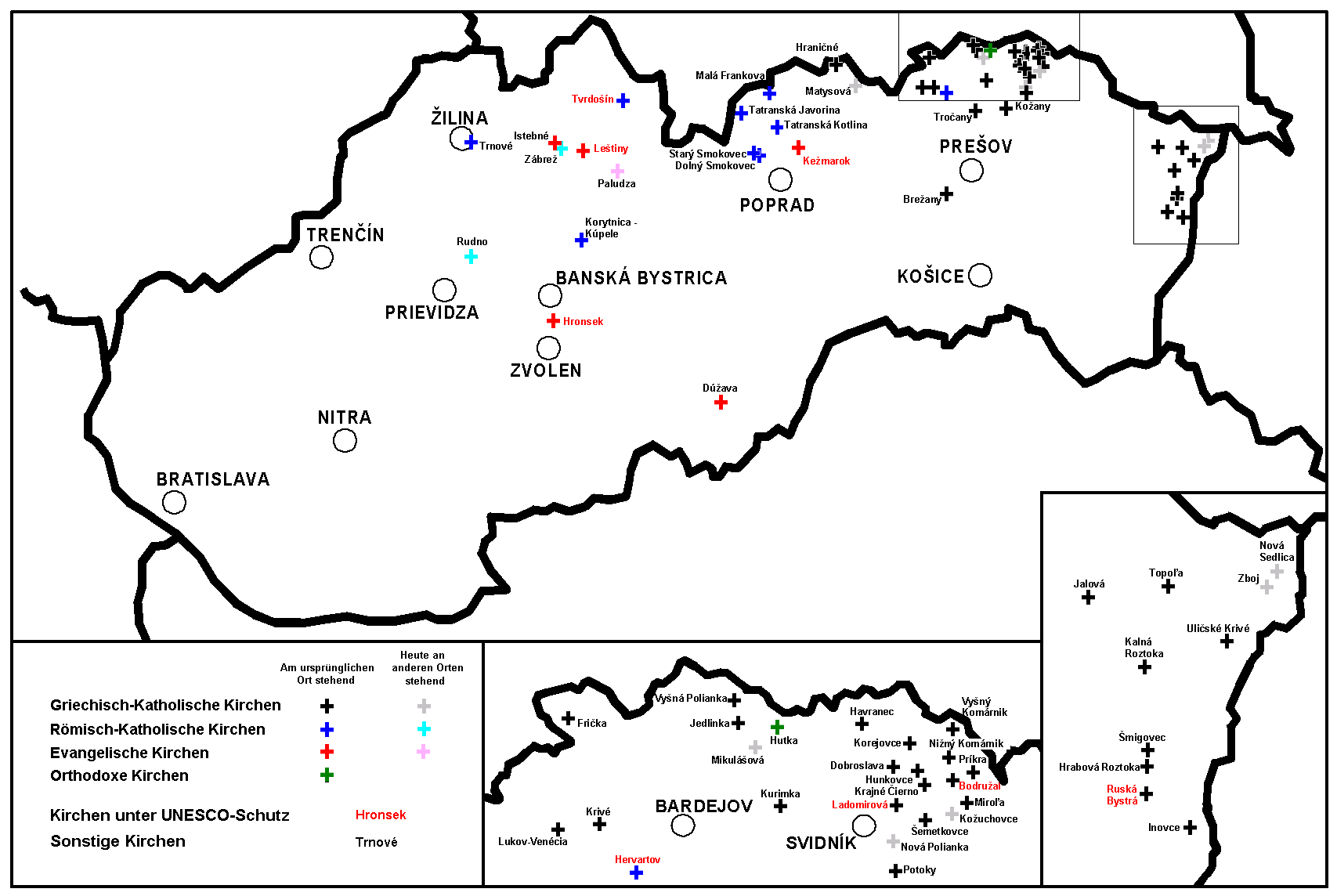
Karte zu den Standorten der Holzkirchen in der Slowakei

Die Liste der Holzkirchen in der Slowakei ist nach den Regionen gegliedert.
Abkürzungen: evang. = evangelisch, griech.-kath.= griechisch-katholisch, röm.-kath.= römisch-katholisch,  = UNESCO-Weltkulturerbe seit 2008, DS= unter Denkmalschutz

## Banskobystrický kraj(Neusohler Landschaftsverband)
| Ort                                       | Kirche                        | Religion | Status | Bild |
| ----------------------------------------- | ----------------------------- | -------- | ------ | ---- |
| Dúžava, OT von Rimavská Sobota            | Holzkirche (1786) (Lage)      | evang.   | DS     |      |
| Hronsek (Garansek), Okres Banská Bystrica | Artikularkirche (1726) (Lage) | evang.   |        |      |
| Hronsek (Garansek), Okres Banská Bystrica | Hölzerner Glockenturm (Lage)  | –        | DS     |      |

## Košický kraj(Kaschauer Landschaftsverband)
| Ort                          | Kirche | Religion      | Status | Bild |
| ---------------------------- | --- | ------------- | ------ | ---- |
| Inovce, Okres Sobrance       | Erzengel-Michael-Kirche (Chrám svätého Michala archanjela) (1836) (Lage)                                                           | griech.-kath. | DS     |      |
| Košice (Kaschau)             | ehem. Nikolauskirche (Chrám svätého Mikuláša) im Ostslowakischen Museum Košice, urspr. in Kožuchovce, Okres Stropkov (1741) (Lage) | griech.-kath. | DS     |      |
| Ruská Bystrá, Okres Sobrance | Nikolauskirche (Chrám Prenesenia ostatkov svätého Mikuláša) (1720–1730) (Lage)                                                     | griech.-kath. |        |      |

## Prešovský kraj(Eperieser Landschaftsverband)
| Ort, Bezirk                                                     | Kirche | Religion      | Status | Bild |
| --------------------------------------------------------------- | --- | ------------- | ------ | ---- |
| Bardejovské Kúpele, Okres Bardejov                              | Nikolauskirche (Kostol svätého Mikuláša) (1766) aus Zboj (Okres Snina), seit 1966 im Skansen Bardejovské Kúpele, ursprünglich dem hl. Johannes Chrysostomos (Ján Zlatoústy), dem hl. Basilius der Große (Bazil Veľký) und dem hl. Gregor von Nazianz (Gregor Naziánsky) geweiht. (Lage) | griech.-kath. |        |      |
| Bardejovské Kúpele, Okres Bardejov                              | Kirche Maria Schutz (Kostol Ochrany Presvätej Bohorodičky) (1730) aus Mikulášová (Okres Bardejov), seit 1931 im Skansen Bardejovské Kúpele (wird noch heute als Kirche genutzt). (Lage)                                                                                                 | griech.-kath. |        |      |
| Bodružal, Okres Svidník                                         | Nikolauskirche (Chrám svätého Mikuláša) (1658) (Lage) | griech.-kath. |        |      |
| Brežany, Okres Prešov                                           | Lukaskirche (Chrám svätého Lukáša Evanjelistu) (1727) (Lage) | griech.-kath. | DS     |      |
| Dobroslava, Okres Svidník                                       | Kirche der Hl. Paraskevi (Chrám svätej Paraskievy) (1705) (Lage) | griech.-kath. | DS     |      |
| Malá Franková (Kleinfrankenau), Okres Kežmarok                  | Josefskirche mit Glockenturm (Lage) | röm.-kath.    |        |      |
| Frička (Fritsch), Okres Bardejov                                | Erzengel-Michael-Kirche (Chrám svätého Michala archanjela) (1829) (Lage) | griech.-kath. | DS     |      |
| Habura, Okres Medzilaborce                                      | Die alte Nikolauskirche (Kostol sv. Mikuláša, 1759) aus Malá Poľana, Okres Stropkov wurde 1935 nach Hradec Králové versetzt, Kopie dieser Kirche 2011 in Habura neu errichtet. (Lage)                                                                                                   | griech.-kath. |        |      |
| Havranec, Okres Svidník                                         | Himmelfahrtskirche (Chrám Nanebovstúpenia Pána) (1946) (Lage) | griech.-kath. |        |      |
| Hervartov (Herbertsdorf), Okres Bardejov                        | Franz-von-Assisi-Kirche (Kostol svätého Františka z Assisi) (1655) (Lage) | röm.-kath.    |        |      |
| Hrabová Roztoka, Okres Snina                                    | Kirche des Hl. Basilius der Große (Chrám svätého Bazila Veľkého) (Lage) | griech.-kath. | DS     |      |
| Hraničné (Grenzdorf), Okres Stará Ľubovňa                       | Kirche der Unbefleckten Empfängnis (Chrám Nepoškvrneného Počatia Presvätej Bohorodičky svätou Annou) (1785) (Lage) | röm.-kath.    | DS     |      |
| Humenné (Homenau)                                               | ehem. Michaelskirche aus Nová Sedlica im Skansen von Humenné (Kostol svätého archanjela Michala) (1764) (Lage) | röm.-kath.    |        |      |
| Hunkovce, Okres Svidník                                         | Kirche Maria Schutz (Chrám Ochrany Presvätej Bohorodičky) (1799) (Lage) | griech.-kath. | DS     |      |
| Hutka, Okres Bardejov                                           | Maria-Geburt-Kirche oder Cosmas-und-Damian-Kirche (Chrám Narodenia Presvätej Bohorodičky, auch Chrám svätých Kosmu a Damiána) (1923) (Lage) | griech.-kath. |        |      |
| Jalová, Okres Snina                                             | Kirche des Hl. Georg (Chrám svätého Juraja) (1792) (Lage) | röm.-kath.    | DS     |      |
| Jedlinka, Okres Bardejov                                        | Kirche Maria Schutz (Chrám Ochrany Presvätej Bohorodičky) (1763) (Lage) | griech.-kath. | DS     |      |
| Kalná Roztoka, Okres Snina                                      | Kirche St. Johannes der Täufer (Chrám svätého Jána Krstiteľa) (1750) (Lage) | griech.-kath. | DS     |      |
| Kežmarok (Käsmark)                                              | Dreifaltigkeitskirche in Kežmarok (Kostol Najsvätejšej Trojice), Artikularkirche (1690) (Lage) | evang.        |        |      |
| Korejovce, Okres Svidník                                        | Kirche Maria Schutz (Chrám Ochrany Bohorodičky) (1764) (Lage) | griech.-kath. | DS     |      |
| Kožany, Okres Bardejov                                          | Simon-Petrus-Kirche (Chrám Stretnutia Pána so Simeonom) (1760) (Lage) | griech.-kath. | DS     |      |
| Krajné Čierno, Okres Svidník                                    | Kirche des Hl. Basilius der Große (Chrám svätého Bazila Veľkého) (1731) (Lage) | griech.-kath. | DS     |      |
| Krivé, Okres Bardejov                                           | Lukaskirche (Chrám svätého evanjelistu Lukáša) (1826) (Lage) | griech.-kath. | DS     |      |
| Kurimka, Okres Svidník                                          | Kirche Maria Schutz (Chrám Ochrany Presvätej Bohorodičky) (1923) (Lage) | griech.-kath. |        |      |
| Ladomirová, Okres Svidník                                       | Erzengel-Michael-Kirche (Chrám svätého Michala archanjela) (1742) (Lage) | griech.-kath. |        |      |
| Lukov (Dornau), Okres Prešov                                    | Cosmas-und-Damian-Kirche im OT Venécia (Chrám svätého Kozmu a Damiána) (1708) (Lage) | griech.-kath. | DS     |      |
| Ľutina, Okres Sabinov                                           | Kirche der Hl. Familie (Chrám svätej Rodiny) (2015) – griech.-kath. Wallfahrtszentrum (Lage) | griech.-kath. |        |      |
| Medvedie, Okres Svidník                                         | Kirche des Hl. Demetrios von Thessaloniki (Chrám svätého veľkomučeníka Dimitrija Solúnskeho) (1903) (Lage) | orthodox      | DS     |      |
| Mikulášová, Okres Bardejov                                      | Kirche Maria Schutz (Chrám Ochrany Presvätej Bohorodičky) (1730), jetzt im Skansen Bardejovské Kúpele (Lage) | röm.-kath.    | DS     |      |
| Miroľa, Okres Svidník                                           | Kirche Maria Schutz (Chrám Ochrany Presvätej Bohorodičky) (1770) (Lage) | griech.-kath. | DS     |      |
| Nižný Komárnik, Okres Svidník                                   | Kirche Maria Schutz (Cerkov Ochrany Presvätej Bohorodičky) (1938) (Lage) | griech.-kath. | DS     |      |
| Potoky, Okres Stropkov                                          | Kirche der Hl. Paraskevi (Chrám svätej Paraskevy) (1773) (Lage) | griech.-kath. | DS     |      |
| Príkra, Okres Svidník                                           | Erzengel-Michael-Kirche (Chrám svätého Michala archanjela) (1777) (Lage) | griech.-kath. | DS     |      |
| Ruský Potok, Okres Snina                                        | Erzengel-Michael-Kirche (Chrám svätého Michala archanjela) (1730) (Lage) | orthodox      | DS     |      |
| Šemetkovce, Okres Svidník                                       | Erzengel-Michael-Kirche (Chrám svätého Michala archanjela) (1752) (Lage) | griech.-kath. | DS     |      |
| Šmigovec, Okres Snina                                           | Christi-Himmelfahrt-Kirche (Chrám Nanebovstúpenia Pána) (1755) (Lage) | orthodox      | DS     |      |
| Dolný Smokovec (Unterschmecks), OT der Stadt Vysoké Tatry       | Erlöserkirche (Kostol Najsvätejšieho Spasiteľa) (1891) (Lage) | röm.-kath.    | DS     |      |
| Starý Smokovec (Altschmecks)                                    | Kirche der Unbefleckten Empfängnis (Kostol Nepoškvrneného Počatia Panny Márie) (Fachwerkkirche, 1888) (Lage) | röm.-kath.    | DS     |      |
| Stará Ľubovňa                                                   | Erzengel-Michael-Kirche (Drevený chrám sv. archanjela Michala), jetzt im Freilichtmuseum Stará Ľubovňa, urspr. in Matysová (Lage) | griech.-kath. |        |      |
| Svidník                                                         | Kirche der Hl. Paraskevi (Chrám svätej Paraskevy) (1766), jetzt im Skansen von Svidník, urspr. in Nová Polianka (Lage) | griech.-kath. | DS     |      |
| Tatranská Javorina, Okres Poprad                                | Annenkirche (Kostol svätej Anny) (1903) (Lage) | röm.-kath.    | DS     |      |
| Tatranská Kotlina (Tatra-Höhlenhain), OT der Stadt Vysoké Tatry | Kirche Mariä Himmelfahrt (Kostol nanebovzatia Panny Márie) (Fachwerkkirche) (Lage) | röm.-kath.    |        |      |
| Topoľa, Okres Snina                                             | Erzengel-Michael-Kirche (Chrám svätého Michala archanjela) (1700) (Lage) | griech.-kath. | DS     |      |
| Tročany, Okres Bardejov                                         | Lukaskirche (Chrám svätého evanjelistu Lukáša) (1739) (Lage) | griech.-kath. | DS     |      |
| Uličské Krivé, Okres Snina                                      | Erzengel-Michael-Kirche (Chrám svätého Michala archanjela) (1718) (Lage) | griech.-kath. | DS     |      |
| Varadka, Okres Bardejov                                         | Kirche Maria Schutz (Chrám Ochrany Presvätej Bohorodičky) (1924) (Lage) | orthodox      | DS     |      |
| Vyšná Polianka, Okres Bardejov                                  | Kirche der Hl. Paraskevi (Chrám svätej Paraskevy) (1919) (Lage) | griech.-kath. | DS     |      |
| Vyšný Komárnik, Okres Svidník                                   | Cosmas-und-Damian-Kirche (Chrám sv. Kozmu a Damiána) (1924) (Lage) | griech.-kath. | DS     |      |

## Žilinský kraj(Silleiner Landschaftsverband)
| Ort                                                        | Kirche | Religion   | Status | Bild |
| ---------------------------------------------------------- | --- | ---------- | ------ | ---- |
| Istebné, Okres Dolný Kubín                                 | Artikularkirche (1689) (Lage) | evang.     | DS     |      |
| Korytnica-kúpele, OT von Liptovská Osada, Okres Ružomberok | Andreaskirche (Kostol svätého Ondreja) (Lage) | röm.-kath. |        |      |
| Leštiny, Okres Dolný Kubín                                 | Artikularkirche (1689) (Lage) | evang.     |        |      |
| Martin                                                     | König-Stephan-Kirche (Kostol svätého Štefana Kráľa) aus Rudno, Okres Turčianske Teplice, jetzt im Skansen in Martin (Lage) | röm.-kath. |        |      |
| Martin                                                     | Glockenturm im Skansen in Martin | –          |        |      |
| Svätý Kríž, Okres Liptovský Mikuláš                        | Artikularkirche, in den 1970er Jahren aus dem ehem. Dorf Paludza übertragen (Lage) | evang.     | DS     |      |
| Trnové, OT von Žilina (Sillein)                            | Kirche St. Georg (Kostol svätého Juraja) (Lage) | röm.-kath. | DS     |      |
| Tvrdošín                                                   | Allerheiligenkirche (Kostol Všetkých svätých) auf dem Friedhof in Tvrdošín (Turdoschin). Älteste Holzkirche (urspr. gotisch vom Anfang des 15. Jhdts.), jetzt Renaissancebau von 1650 bis 1654 mit Barock-Altar vom Ende des 17. Jhdts. / Anfang des 18. Jhdts. (Lage) | röm.-kath. |        |      |
| Zuberec, Okres Tvrdošín                                    | Elisabethkirche (Kostol svätej Alžbety) aus Zábrež im Museum Orava in Zuberec-Brestová (Lage) | röm.-kath. |        |      |
| Zuberec, Okres Tvrdošín                                    | Glockenturm im Museum Orava in Zuberec-Brestová (Lage) | –          |        |      |